# Aurolzmünster
Aurolzmünster è un comune austriaco di 2 870 abitanti nel distretto di Ried im Innkreis, in Alta Austria; ha lo status di comune mercato (Marktgemeinde).